# 1E 0102.2-7219
1E 0102.2-7219 — нейтронная звезда, которая находится за пределами нашей Галактики — в Малом Магеллановом Облаке на расстоянии около 200 тысяч световых лет от Солнца.

## Характеристики
1E 0102.2-7219 представляет собой нейтронную звезду, окружённую молодым, обогащённым кислородом, остатком сверхновой. Этот остаток — следствие катастрофического взрыва, называемого вспышкой сверхновой, которую можно было наблюдать на нашем небе около 2000 лет назад. Быстро движущийся водород в остатке сверхновой говорит о том, что до взрыва 1E 0102.2-7219 представляла собой звезду Вольфа—Райе. Это класс чрезвычайно горячих и ярких звёзд, которых в Малом Магеллановом Облаке насчитывается около десятка. Однако главная особенность 1E 0102.2-7219 в том, что это первая нейтронная звезда, открытая за пределами нашей Галактики. Ранее астрономам был известен рентгеновский источник в остатке сверхновой, однако было не ясно, был ли он расположен внутри остатка, либо далеко позади него. Лишь в 2018 году с помощью приёмника MUSE, установленном на телескопе VLT, удалось идентифицировать изолированную нейтронную звезду. Также выяснилось, что она имеет слабое магнитное поле. Подобные объекты имеют диаметр около 10 километров и лучше всего заметны в рентгеновском диапазоне. Поэтому их достаточно сложно обнаружить, хотя считается, что их очень много во Вселенной. Одна из авторов открытия, Элизабет Бартлетт (англ. Elizabeth Bartlett), отметила: «Это первый объект такого типа, обнаруженный за пределами Млечного Пути, и его обнаружение стало возможным благодаря использованию приёмника MUSE. Мы думаем, что эта находка открывает новые пути регистрации и изучения труднонаблюдаемых звёздных остатков».